# Јорк (Немачка)
Јорк (њем. Jork) општина је у њемачкој савезној држави Доња Саксонија. Једно је од 40 општинских средишта округа Штаде. Према процјени из 2010. у општини је живјело 11.805 становника. Посједује регионалну шифру (AGS) 3359028.

## Географски и демографски подаци
Јорк се налази у савезној држави Доња Саксонија у округу Штаде. Општина се налази на надморској висини од 4 метра. Површина општине износи 62,3 km². У самом мјесту је, према процјени из 2010. године, живјело 11.805 становника. Просјечна густина становништва износи 190 становника/km².

## Међународна сарадња
| Мјесто            | Држава    | Врста сарадње | Од    |
| ----------------- | --------- | ------------- | ----- |
| Полуострво Бротон | Француска | пријатељство  | 1986. |
| Извор             |           |               |       |